# (12354) Hemmerechts
(12354) Hemmerechts est un astéroïde de la ceinture principale.

## Description
(12354) Hemmerechts est un astéroïde de la ceinture principale. Il fut découvert le 18 août 1993 à Caussols par Eric Walter Elst. Il présente une orbite caractérisée par un demi-grand axe de 3,07 UA, une excentricité de 0,05 et une inclinaison de 10,0° par rapport à l'écliptique.

## Compléments